# Théville
Théville is een gemeente in het Franse departement Manche (regio Normandië) en telt 241 inwoners (1999). De plaats maakt deel uit van het arrondissement Cherbourg.

## Geografie
De oppervlakte van Théville bedraagt 7,8 km², de bevolkingsdichtheid is 30,9 inwoners per km².
De onderstaande kaart toont de ligging van Théville met de belangrijkste infrastructuur en aangrenzende gemeenten.

## Demografie
Onderstaande figuur toont het verloop van het inwonertal (bron: INSEE-tellingen).

1. ↑  Populations de référence 2022.